# جوناثان هيلز
جوناثان هيلز (بالإنجليزية: Jonathan Hales)‏ هو كاتب مسرحي وكاتب سيناريو بريطاني، ولد في 10 مايو 1937 في إنجلترا في المملكة المتحدة.

## وصلات خارجية
- جوناثان هيلز على موقع IMDb (الإنجليزية)
- جوناثان هيلز على موقع ألو سيني (الفرنسية)
- جوناثان هيلز على موقع أول موفي (الإنجليزية)
- جوناثان هيلز على موقع قاعدة بيانات الأفلام السويدية (السويدية)
- جوناثان هيلز على موقع قاعدة بيانات الفيلم (الإنجليزية)
- جوناثان هيلز على موقع كينوبويسك (الروسية)